# Шелдон, Рут
Рут Шелдон (англ. Ruth Sheldon; род. 3 мая 1980) — английская шахматистка, международный мастер среди женщин (1996).

## Биография
Два раза побеждала на чемпионатах Великобритании по шахматам среди девушек: в 1991 году в возрастной группе до 11 лет и в 1993 году в возрастной группе до 16 лет. В 1993 году также победила на чемпионате Великобритании по шахматам среди юношей до 16 лет
.
С 1991 по 1999 год представляла Англию на юношеских чемпионатах Европы по шахматам и на юношеских чемпионатов мира по шахматам в различных возрастных группах, завоевав четыре медали на чемпионатах мира: две золотые (в 1993 году в Братиславе в возрастной группе до 14 лет и в 1998 году в Оропеса-дель-Маре в возрастной группе до 18 лет), серебряную (в 1992 году в Дуйсбурге в возрастной группе до 12) и бронзовую (в 1996 году в возрастной группе до 16 лет). В 1994 году в Париже победила на юношеском чемпионате Европы по быстрым шахматам в возрастной группе до 14.
Представляла сборную Англию на крупнейших командных шахматных турнирах:
- в шахматных олимпиадах участвовала три раза (1996—1998, 2002);
- в командном чемпионате Европы по шахматам участвовала в 1997 году и в командном зачете завоевала бронзовую медаль.